# Julie Bell
Julie Bell, född 1958 i Beaumont, Texas, är en amerikansk konstnär, främst av fantasymotiv. Bell har tidigare varit verksam som bodybuilder och har stått modell för sin make (sedan 1994) Boris Vallejo, även han fantasykonstnär.